# 皇甫酈
皇甫 酈（こうほ り、生没年不詳）は、中国後漢時代末期の政治家。涼州安定郡朝那県（現在の寧夏回族自治区固原市彭陽県）の出身。伯父は皇甫嵩。「こうほれき」と読む場合もある。

## 正史の事跡
中平5年（188年）、并州牧となった董卓へ皇甫嵩に軍を委ねるようにとの詔勅が届いたが、董卓はこれを拒否していた。この時に皇甫酈は、詔勅に逆らう董卓を討ち取るよう皇甫嵩に進言した。しかし皇甫嵩は事の次第を朝廷に上奏するにとどめた。結果、董卓は皇甫嵩への憎悪を募らせ、後に皇甫嵩を殺害しようとした。
興平2年（195年）、謁者僕射となっていた皇甫酈は、使者として有能であったことから、献帝の命で李傕と郭汜の争いを調停するよう命じられた。皇甫酈は、郭汜を説得することには成功したものの、李傕を説得することは出来ず、李傕の怒りを買ってしまった。
皇甫酈は献帝の下に戻って、李傕の不敬な態度を報告したが、その際に李傕に取り入っていた侍中の胡邈と言い争いになった。献帝は、胡邈の讒言により皇甫酈が李傕に害されるのを恐れ、彼を直ちに逃亡させた。果たして、李傕が虎賁（近衛兵）の王昌に皇甫酈の暗殺を命じたが、皇甫酈が正しい人と知っていた王昌は故意にこれを見逃した。
その後、皇甫酈の名は史書に見当らない。

## 物語中の皇甫酈
小説『三国志演義』でも、李傕と郭汜の調停役となり、献帝により匿われた経緯が描かれている。なお史書には見えないが、李傕配下であった賈詡と楊奉も皇甫酈を懸命に庇ったことになっている。また、皇甫酈は逃亡中に「李傕は謀反人である」と言いふらし、李傕軍の士気に損害を与えている。